# 토마스 헨더슨 (뉴저지의 정치인)
토머스 헨더슨(Thomas Henderson, 1743년 8월 15일, 영국령 아메리카 뉴저지 식민지 프리홀드 타운쉽 ~ 1824년 12월 15일, 뉴저지주 프리홀드 타운쉽)은 미국의 정치인으로 뉴저지주 주지사 권한대행이다.

## 학력
- ~ 1761 프린스턴 대학교

## 경력
- 1776 몬머스 카운티 대리인
- 1777 지방 의회 의원
- 1779.11 ~ 1779.12 뉴저지 대륙회의 의원
- 1780 ~ 1784 뉴저지 하원의원
- 1783 ~ 1799 보통법원 판사
- 1793 ~ 1794 뉴저지 상원의원
- 1793 ~ 1794 제6대 뉴저지 주의회 부의장
- 1793.03 ~ 1793.06 뉴저지 주지사 권한대행
- 1795.03 ~ 1797.03 제4대 미국 뉴저지 광역선거구 연방하원의원

## 역대 선거 결과
| 선거명      | 직책명                       | 대수 | 정당       | 득표율 | 득표수  | 결과 | 당락                   |
| ----------- | ---------------------------- | ---- | ---------- | ------ | ------- | ---- | ---------------------- |
| 1789년 선거 | 하원의원 (뉴저지 광역선거구) | 1대  | 연방당     | 1.66%  | 1,156표 | 12위 | 낙선                   |
| 1791년 선거 | 하원의원 (뉴저지 광역선거구) | 2대  | 연방당     | 3.74%  | 1,210표 | 9위  | 낙선                   |
| 1792년 선거 | 하원의원 (뉴저지 광역선거구) | 3대  | 연방당     | 2.92%  | 1,251표 | 11위 | 낙선                   |
| 1794년 선거 | 하원의원 (뉴저지 광역선거구) | 4대  | 연방당     | 9.34%  | 3,865표 | 3위  | 뉴저지주 하원의원 당선 |
| 1797년 선거 | 하원의원 (뉴저지 광역선거구) | 5대  | 연방당     | 0.26%  | 119표   | 23위 | 낙선                   |
| 1798년 선거 | 하원의원 (뉴저지 제6선거구)  | 6대  | 민주공화당 | 18.76% | 379표   | 2위  | 낙선                   |